# Empire d'Autriche
11 août 1804 – 30 mars 1867
(62 ans, 7 mois et 19 jours)
Entités précédentes :
- Royaume d'Italie
- Empire français
- Monarchie de Habsbourg ( Saint-Empire romain germanique)
  -  Archiduché d'Autriche
  -  Royaume de Hongrie
  -  Royaume de Bohême
  -  Royaume de Slavonie
  -  Royaume de Croatie
  - Croatie militaire
  -  Principauté de Transylvanie
  -  Royaume de Galicie et de Lodomérie
  -  Duché de Bucovine

Entités suivantes :
- Royaume d'Italie (Lombardie 1861 et Vénétie 1866)
- Empire d'Autriche (constitutif de l'Autriche-Hongrie)
- Pays de la couronne de Saint-Etienne (constitutif de l'Autriche-Hongrie)

L'empire d'Autriche (en allemand : Kaisertum Österreich/Kaiserthum Oesterreich) est l'ensemble des territoires sous domination autrichienne de 1804 à 1867. L'empire existait auparavant, de facto, comme ensemble des possessions des Habsbourg d'Autriche, mais de jure, la partie occidentale était une composante du Saint-Empire romain germanique tandis que la partie orientale était constituée de plusieurs royaumes, principautés et duchés à part. En 1804, François Ier prend le titre d'empereur d'Autriche et doit en 1806 abandonner celui d'empereur romain germanique. La défaite autrichienne à l'issue de la guerre austro-prussienne de 1866 est rapidement suivie par la transformation de l'Empire en une double monarchie appelée « Autriche-Hongrie ».

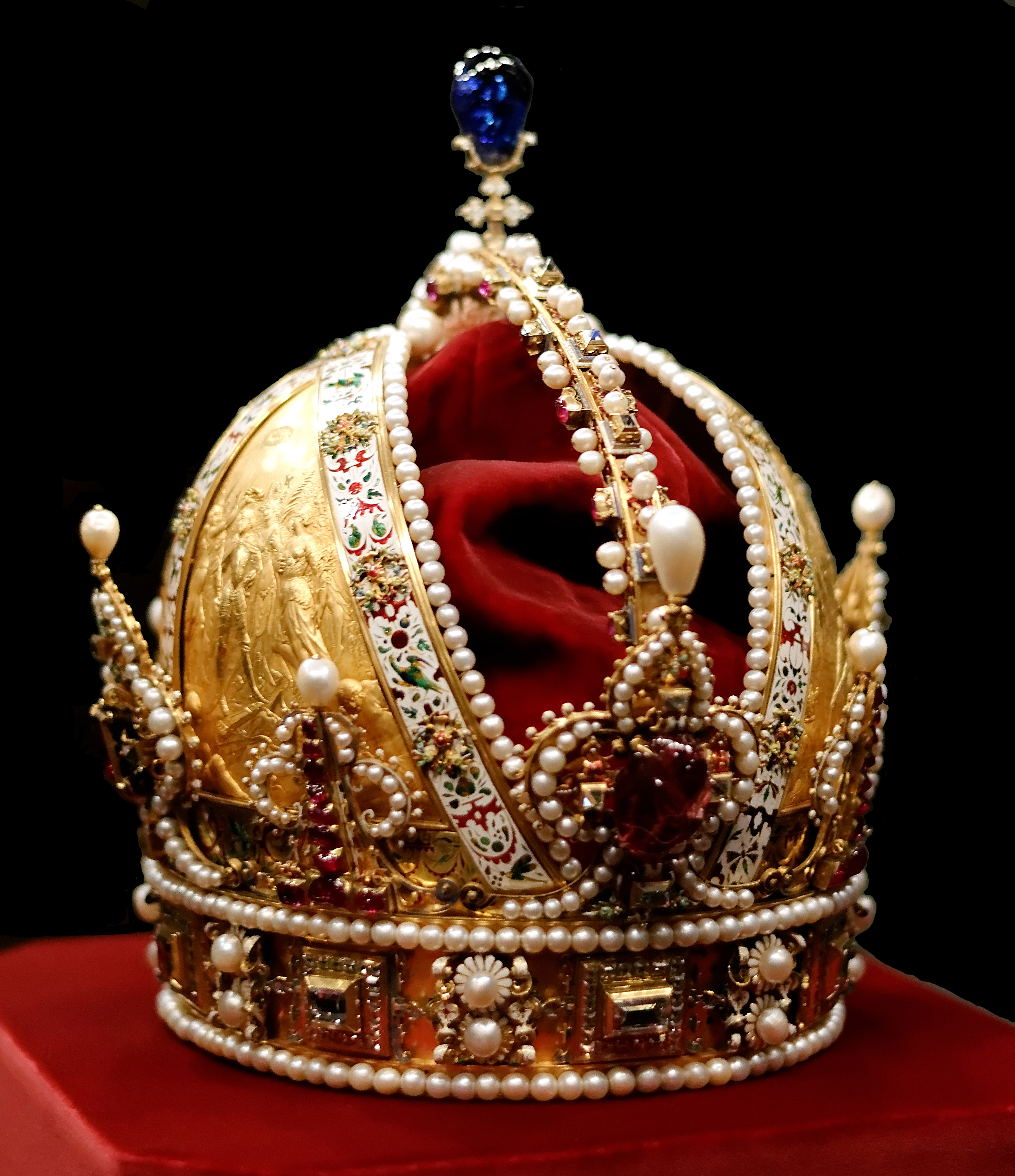
Ciselée en 1602 par des artisans pragois, la couronne impériale germanique de Rodolphe II, fit à partir de 1804 office de couronne de l'Empire d'Autriche.

L'Empire d'Autriche après 1866 (rattachement de la Vénétie à l'Italie) à la veille du compromis austro-hongrois de 1867, avec les confins militaires (carte de 1871) : chaque Land était signalé par un écu sur l'Aigle bicéphale impériale et entrait dans la titulature de l'Empereur, récitée lorsque celui-ci était annoncé ; les confins militaires (rose, au sud) ne constituaient pas un Land et dépendaient directement du ministre de la guerre de Vienne.

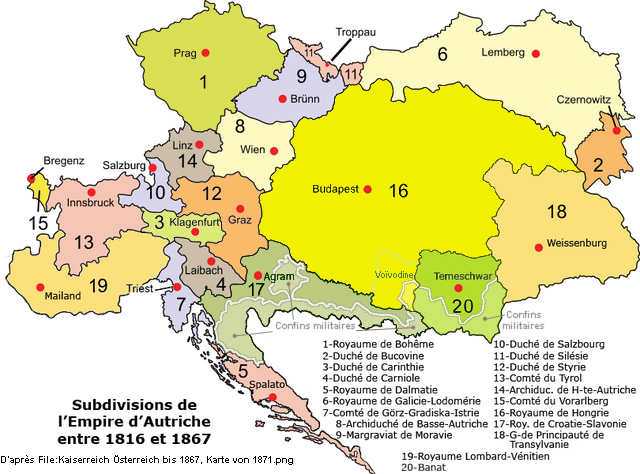
Subdivisions de l'empire d'Autriche avant la perte du royaume Lombard-Vénitien (no 19).

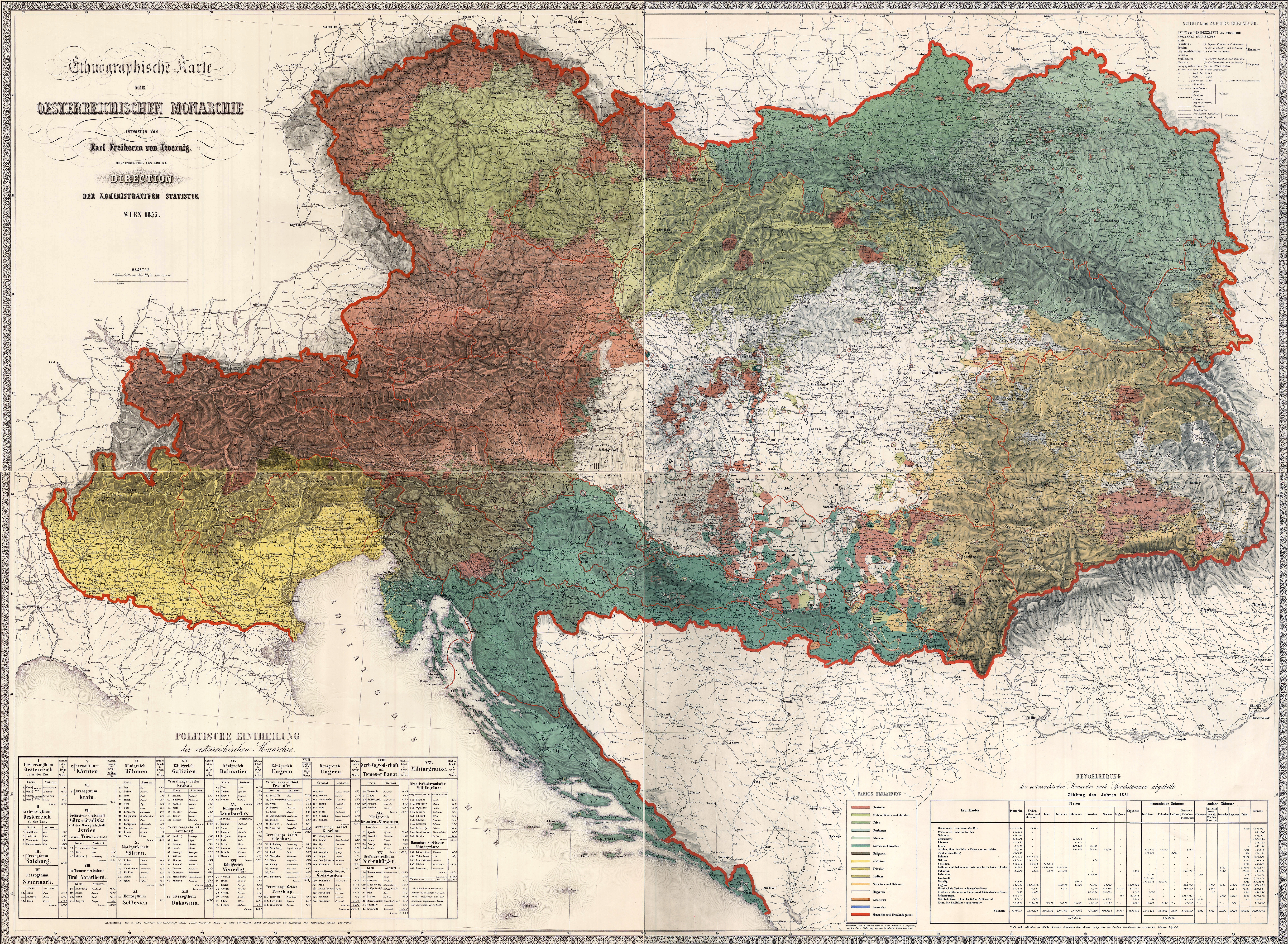
Carte ethnographique de l'empire d'Autriche en 1855, par Karl von Czörnig-Czernhausen.

## Empereurs d’Autriche
- 1804-1835 : François Ier
- 1835-1848 : Ferdinand Ier
- 1848-1916 : François-Joseph Ier
- 1916-1918 : Charles Ier

### Arbre généalogique
- Arbre des héritiers du titre impérial

### Prétendants
- 1961-2007 : archiduc Otto de Habsbourg-Lorraine, prince impérial
- 2007 : archiduc Charles de Habsbourg-Lorraine

## Histoire

### Fondation
Le 11 août 1804, François II du Saint-Empire, issu de la maison de Habsbourg-Lorraine, joint à son titre d'« empereur élu des Romains » (en allemand : erwählter römischer Kaiser ; en latin : electus Romanorum Imperator) celui d' « empereur héréditaire d'Autriche » (en allemand : erblicher Kaiser von Österreich ; en latin : haereditarius Austriae Imperator) pour des raisons liées à la reconnaissance de Napoléon Ier comme empereur des Français le 18 mai. Il signe la patente de 1804, considérée comme l'acte fondateur de l'empire d'Autriche, par laquelle il transforme les terres de la monarchie de Habsbourg en un empire héréditaire. Le dernier empereur « romain » germanique devint ainsi le premier empereur d'Autriche sous le nom de François Ier. Pendant une courte période, il porta les deux titres d'empereur élu et d'empereur héréditaire ; il conserve son titre d'« archiduc d'Autriche ».
En 1805, à la suite de la guerre de la Troisième Coalition et les défaites autrichiennes à Ulm et Austerlitz, les Habsbourg furent contraints de signer le traité de Presbourg : ils perdirent alors le Tyrol, l'Autriche antérieure et la Vénétie ; en outre, François dut renoncer à toutes prétentions sur les États allemands. Lorsque Napoléon proclama la fin du Saint-Empire romain germanique en créant de nouveaux royaumes et principautés, comme les royaumes de Bavière, de Wurtemberg et de Saxe, les grands-duchés de Hesse, de Bade et bien d’autres qu'il regroupa au sein de la confédération du Rhin, les possessions des Habsbourg s'en trouvèrent exclues. Le 6 août 1806, François renonça finalement au titre d'empereur des Romains.
Dans la suite des guerres napoléoniennes, les conditions continuèrent à se durcir : par le traité de Schönbrunn, signé le 14 octobre 1809, les Habsbourg durent céder le duché de Salzbourg et les pays du Littoral autrichien, faisant de l'empire un pays enclavé. En 1811, François dut déclarer le défaut souverain. Mais d'un autre côté, il réussit à marier sa fille Marie-Louise à l'empereur des Français ; leur fils Napoléon II, portant le titre de duc de Reichstadt, demeure jusqu'à sa mort en 1832 dans la capitale autrichienne.

### Congrès de Vienne
Le congrès de Vienne, en 1815, consacre le titre d'empereur d'Autriche et réalise un compromis entre le nouvel ordre napoléonien en Europe centrale (la simplification des États en Allemagne est notamment conservée), et la restauration de l'ordre antérieur : les Habsbourg renoncent aux Pays-Bas autrichiens et à l'Autriche antérieure (fiefs en Allemagne méridionale) ; en contrepartie, ils obtiennent Salzbourg et une bande de terre sur la rive droite de l'Inn inférieur, jadis bavaroise (Innviertel). En Italie du Nord, l'Autriche règne sur les terres de Milan et de l'ancienne république de Venise jusqu'aux bords du Pô : c'est le royaume Lombard-Vénitien. À la suite du congrès, les territoires de l’empire comprenent près de 900 000 kilomètres carrés répartis entre :
- l’archiduché d'Autriche et les autres territoires héréditaires des Habsbourg :
  - l’archiduché d'Autriche au-dessous de l'Enns (Erzherzogtum Österreich unter der Enns) ;
  - l’archiduché d'Autriche au-dessus de l'Enns (Erzherzogtum Österreich ob der Enns) incluant le futur duché de Salzbourg (Herzogtum Salzburg) ;
  - le duché de Styrie (Herzogtum Steiermark) ;
  - le comté princier de Tyrol (Gefürstete Grafschaft Tirol) avec le land de Vorarlberg ;
  - le royaume d'Illyrie (Königreich Illyrien, reparti en) :
    - le duché de Carinthie (Herzogtum Kärnten) ;
    - le duché de Carniole (Herzogtum Krain) ;
    - le Littoral autrichien (Österreichisches Küstenland) : le comté de Gorizia et Gradisca (Grafschaft Görz und Gradiska), la ville libre impériale de Trieste et le margraviat d'Istrie (Grafschaft Istrien) ;
- les pays de la couronne de Bohême :
  - le royaume de Bohême (Königreich Böhmen) ;
  - le margraviat de Moravie (Markgrafschaft Mähren) ;
  - le duché de Silésie (Herzogtum Schlesien) ;
- les pays de la Couronne de saint Étienne :
  - le royaume de Hongrie (Königreich Ungarn) ;
  - le royaume de Croatie (Königreich Kroatien) ;
  - le royaume de Slavonie (Königreich Slawonien) ;
- des autres royaumes et pays :
  - le royaume de Galicie et de Lodomérie (Königreich Galizien und Lodomerien) incluant la Bucovine (Bukowina) ;
  - le royaume de Lombardie-Vénétie (Königreich Lombardo-Venetien) ;
  - le royaume de Dalmatie (Königreich Dalmatien) ;
  - la grande-principauté de Transylvanie (Großfürstentum Siebenbürgen) ;
  - les confins militaires (Militärgrenze) :
    - la frontière militaire de Croatie (Kroatische Militärgrenze) ;
    - la frontière militaire de Slavonie (Slawonische Militärgrenze) ;
    - la frontière militaire du Banat (Banater Militärgrenze) ;
    - les confins militaires transylvains (Siebenbürger Militärgrenze).

En outre, Ferdinand, frère de l'empereur François, règne sur le grand-duché de Toscane, l'archiduc François d'Autriche-Este fut duc souverain de Modène, et l'influence autrichienne sur les royaumes d’Espagne et de Naples est majeure.
Ainsi, une Confédération germanique est créée dans les limites de l'ex-Saint-Empire romain germanique, et François Ier prend la présidence au Bundestag de Francfort. Toutefois, la prééminence autrichienne est rapidement contestée par le royaume de Prusse. Les deux monarchies ont en commun qu'une grande partie de leur territoire se situe hors des limites de la Confédération.

### Vormärzet révolution
À sa mort en 1835, François Ier laisse une situation politique stable en apparence, mais basée sur l'absolutisme, et que la montée des idées issues de la Révolution française va bouleverser. Soutenu par l'aristocratie autrichienne et hongroise, le gouvernement du chancelier Klemens Wenzel von Metternich voit en la personne du monarque non un individu mais un principe auquel rien ne doit déroger, le régime féodal était à préserver à tout prix. Son fils Ferdinand Ier, bien que faible d’esprit, monte sur le trône ; néanmoins, la période Biedermeier touche à sa fin et avec les années du Vormärz, des temps difficiles s'annoncèrent.
Le « Printemps des peuples » de 1848 permet aux peuples de l'Empire de réclamer des libertés civiques et l'autonomie de leurs territoires : c'est ce que feront les Tchèques en Bohême-Moravie, les Polonais en Galicie, les Croates en Croatie-Slavonie et les Roumains dans l'est de l'Empire. Les Italiens du Royaume lombard-vénitien et les Hongrois du royaume de Hongrie réclament, pour leur part, l'indépendance et proclament des républiques. La révolution prend de l'ampleur, et les Hongrois sont victorieux, mais, en vertu de la Sainte-Alliance, les Habsbourg font appel aux troupes russes qui défont militairement et écrasent dans le sang la République hongroise dirigée par Kossuth, mais affaiblie par son autoritarisme, qui avait détaché d'elle les révolutionnaires non magyars comme Ávrám Jankó/Avram Iancu.
À Vienne même, la population se soulève contre les aristocrates, obligeant les Habsbourg et Metternich à fuir la ville. Les événements de Vienne et de Budapest font si peur aux dirigeants habsbourgeois, hantés par le sort de Marie-Antoinette d'Autriche lors de la Révolution française, qu'un « complot des Dames » se noue entre l’archiduchesse Sophie (1805-1872), l'impératrice douairière, Augusta, demi-sœur de Sophie, et l'épouse de Ferdinand, née Marie-Anne de Savoie, qui décident qu'il faut donner à l'empire d’Autriche un nouveau souverain, plus jeune et plus énergique.
François-Joseph, fils de l'archiduc François-Charles d'Autriche (1802-1878) et de l'archiduchesse Sophie, neveu et héritier légitime de Ferdinand Ier, monta sur le trône en 1849, après l'abdication de ce dernier et la renonciation de son père. Cette accession n'est toutefois pas admise par la majorité des aristocrates hongrois, qui considèrent Ferdinand Ier comme leur souverain. La prééminence de la Maison d'Autriche est contestée aussi en Allemagne par le royaume de Prusse, qui à la suite de la guerre des Duchés et de la bataille de Sadowa, y met fin. La création de l'Empire allemand, à la suite de la défaite de la France à Sedan consacre la première place des Hohenzollern en Allemagne. Au sud-ouest, l'unité italienne, menée par Victor-Emmanuel II, Cavour et Garibaldi, avec l'aide de Napoléon III, met fin à la présence autrichienne en Italie, à l'exception du Tyrol du Sud et de Trieste. L'Empire doit donc se réorganiser pour survivre.
Après que l'Autriche s'est retirée de la Confédération germanique en 1866, les options fédérales à six (Autriche, Bohême, Galicie, Hongrie, Croatie et Transylvanie), à quatre (Autriche, Bohême, Croatie, Hongrie) ou à trois (Autriche, Hongrie, Croatie) sont abandonnées, et les espoirs des austroslavistes et des trialistes anéantis. Après de longues négociations, le compromis austro-hongrois est signé le 18 février 1867. L'Empire devient une « double monarchie » : deux États quasi indépendants sous un même monarque, en union douanière, monétaire et militaire, avec trois ministères communs : les Affaires étrangères, la Guerre et les Finances.
Ce compromis fait accepter François-Joseph et Élisabeth comme souverains par les aristocrates hongrois, et ils sont solennellement couronnés le 8 juin 1867 roi et reine de Hongrie à Budapest. Mais cela frustre les autres peuples de l'Empire, slaves (Tchèques, Slovaques, Polonais, Ukrainiens, Slovènes, Croates, Serbes) ou latins (Italiens, Roumains), ce qui aboutira en 1918, à l'issue de la Première Guerre mondiale, à la dislocation de l'Autriche-Hongrie, conformément au « droit des peuples à disposer d'eux-mêmes » formulé dans le dixième des quatorze points du président américain Woodrow Wilson et discuté au cours de la conférence de Paris en 1919, conclue par la signature du traité de Saint-Germain qui consacre la fin de l'Empire, l'interdiction pour les Habsbourg de résider en Autriche ou en Hongrie, et aussi l'interdiction, pour les Allemands d'Autriche, de s'unir à la république de Weimar, en dépit du fameux « droit des peuples ».

## Démographie
Au milieu du XIXe siècle, selon les données recueillies par Karl von Czoernig-Czernhausen, la population de l'empire d'Autriche comprend des Slaves (16 870 900), des Allemands (6 750 000), des Magyars (4 850 000), des Italiens (2 281 732 en comptant le royaume Lombard-Vénitien), des Roumains (1 820 000), des Juifs (485 000), des Roms (110 000), des Arméniens (14 000), des Grecs, Aroumains et Morlaques (10 000) et quelques autres.
La famille slave, la plus nombreuse mais divisée en six principaux groupes, compose plus du tiers de la population totale et elle est majoritaire en Bohême, en Moravie, en Carniole, en Croatie, en Dalmatie, en Galicie, en Haute-Hongrie et dans les confins militaires. Les autrichiens germanophones forment un cinquième de la population totale (4 300 000 personnes). À l'Ouest de l'Empire, ils forment des populations compactes dans les provinces « allemandes » du Vorarlberg, du Tyrol au nord de Bozen, de Salzbourg, de Haute et Basse Autriche, de Styrie et de Carinthie. Le reste est dispersé en Bohême, en Moravie, en Silésie, en Galicie, en Hongrie, en Transylvanie et en Bucovine. Au centre de l'Empire, l'ethnie magyare forme 15% de sa population totale et 47% de celle du royaume hongrois ; elle n'égale pas en nombre les Slaves établis en Hongrie, mais elle est majoritaire dans 28 comitats sur 64 (Transylvanie incluse) et surtout, 9 000 familles de son aristocratie y détiennent un tiers des terres.
Les Italiens sont présents au Tyrol au sud de Bozen, en Istrie et en Dalmatie. Les Roumains dits « Valaques », sont présents en Hongrie orientale, en Transylvanie et en Bucovine. Les Juifs sont présents dans toute l'étendue de la monarchie, à l'exception des confins militaires où il leur est interdit de résider ; à l'Ouest de l'Empire ils sont surtout citadins, assimilés et germanophones, au centre ils sont également magyarophones, et à l'Est de l'Empire ils sont souvent ruraux, traditionalistes et locuteurs du yiddish : c'est en Galicie qu'ils sont relativement le plus nombreux : ils y forment presque la dix-septième partie de la population.